# Gegus Gusztáv
Gegus Gusztáv  (Pilismarót, 1855. október 5. – Budapest, 1933. február 19.) magyar jogász, a Fejérváry-kormány igazságügy-minisztere (néhány napig).

## Életpályája
Apja Gegus Nándor pilismaróti református lelkész volt. Gegus Gusztáv a pályáját ügyvédként kezdte, majd előbb 1886-tól Kecskeméten alügyész, majd 1895-től budapesti ügyész, 1898-tól pedig  főügyész volt. A Fejérváry-kormányban - Lányi Bertalan utódjaként - igazságügy-miniszter volt, 1906. április 2. és  április 8. között.

## Művei
- A szabadkőművesi lélek (1899)
- A nagy világ odakint - és a mi kis világunk idebent (1897)
- A szabadkőművesség látképe az ideálizmus fensíkjáról és tartalma a való életnek (1897)